# バルカニゼーション

バルカン半島諸国の分離独立

バルカニゼーション（Balkanization）、またはバルカン化は、ある地域や国家が、互いに対立するような小さな地域・国家に分裂していく様子をあらわす地政学用語。
この用語の起源は20世紀に起こったバルカン半島の紛争にある。現在、使われている「バルカニゼーション」は元々は、第一次世界大戦後のオスマン帝国崩壊に続いて起こった民族国家群の分離独立をあらわす歴史上の出来事である。第一次世界大戦の勃発した地でもあるバルカン半島は、別名「ヨーロッパの火薬庫」とも言われ、1990年代のユーゴスラビア紛争等現代に至るまで民族問題が噴出している。
また、この用語は単に分断された状況を意味する際にも使われている。例えばインターネットを利用する人々の棲み分け（閉じたニッチなグループが乱立しているような状態）や、「近隣窮乏化政策」をとる競争相手の出現で協力体制が崩壊することなどである。
「バルカニゼーション」は、プログラミング言語やファイルフォーマット（特にXML）の多様化、米国郊外のゲーテッドコミュニティ化についても使われている。
ネガティブな文脈で使われることの多い用語だが、「バルカニゼーション」そのものを、社会や組織の維持のために必要なものと肯定的にとらえる考えもある。「バルカニゼーション」を肯定的にとらえる研究がゴールドスミス・カレッジ構造研究センターの Srđan Jovanović Weiss によって行われている。
2007年1月にスコットランド独立の機運が高まった際に、英国首相のゴードン・ブラウンは「ブリテン島のバルカニゼーション」と表現した。